# 池田暁
池田 暁（いけだ あきら）は、日本のITエンジニアである。

## プロフィール
2002年日立通信システム（現日立情報通信エンジニアリング株式会社）に入社。設計，ソフトウェア品質保証業務を経て、現在は開発に関する設計／テストツールの導入や、プロセス改善に関する業務に従事。また、 筑波大学大学院非常勤講師として教鞭も揮う。
TEFやWACATE、ソフトウェア品質保証部長の会などのコミュニティ活動を通じ, 国内におけるソフトウェア品質技術, テスト技術の普及にも努める。ASTER理事、SQuBOK策定委員会、JaSST実行委員、品質管理学会・ACM正会員、TDD研究会などで活動。
通称「いけどん」。

## WACATE
若手テストエンジニア向けのワークショップWACATEを有志と共に立ち上げ、2007-2010夏まで、実行委員長を務めた。

## 共著
- 『マインドマップから始めるソフトウェアテスト』（ソフトウェア・テストPRESS 単巻）技術評論社
- 『ソフトウェアテストの基礎:ISTQBシラバス準拠』 センゲージラーニング